# バーナード・フォード
バーナード・フォード（英語: Bernard Ford, 1947年9月27日 - 2023年4月5日）は、イギリス出身の男性アイスダンス選手。
1966年、1967年、1968年、1969年世界フィギュアスケート選手権優勝。
パートナーはダイアン・トウラー。

## 経歴
- ダイアン・トウラーと組み、1963-1964年シーズンから国際大会へ出場。
- 1966年、1967年、1968年、1969年ヨーロッパフィギュアスケート選手権優勝。
- 1966年、1967年、1968年、1969年世界フィギュアスケート選手権優勝。
- 2023年4月5日、心筋イベントによりカナダのエドモントンで死去。75歳没[1]。

## 主な戦績
| 大会/年    | 1963-64 | 1964-65 | 1965-66 | 1966-67 | 1967-68 | 1968-69 |
| ---------- | ------- | ------- | ------- | ------- | ------- | ------- |
| 世界選手権 | 13      | 4       | 1       | 1       | 1       | 1       |
| 欧州選手権 |         | 4       | 1       | 1       | 1       | 1       |